# Maud Watson
Maud Edith Eleanor Watson (Harrow, 9 ottobre 1864 – Charmouth, 5 giugno 1946) è stata una tennista britannica, sorella di Lillian Watson.

## Biografia
Nel 1884 e 1885 vince il torneo di Wimbledon battendo sua sorella Lillian in finale. Nel 1886 arriva in finale ma senza vincere.